# Pegantha forskalii
Pegantha forskalii är en nässeldjursart som först beskrevs av Ernst Haeckel 1879.  Pegantha forskalii ingår i släktet Pegantha och familjen Solmarisidae.
Artens utbredningsområde är Röda havet. Inga underarter finns listade i Catalogue of Life.